# 英镑 (犹他州)
英镑（英文：Sterling），是美国犹他州桑皮特县下属的一座城市。建市于 1873年，面积大约为0.3平方英里（0.78平方公里），海拔约为5,574英尺（1,699米）。根据2010年美国人口普查，该市有人口262人。